# Chipzel
Niamh Houston (nacida el 23 de septiembre de 1991), de nombre artístico Chipzel, es una música de Irlanda del Norte. Conocida por hacer música chiptune, particularmente con una Game Boy. También es compositora de música de videojuegos y autora de las bandas sonoras de videojuegos como Super Hexagon, Interstellaria y Dicey Dungeons. Su música también aparece en otros videojuegos como Just Shapes and Beats y Spectra .

## Biografía

### Primeros años
Niamh Houston nació el 23 de septiembre de 1991 en Strabane, Irlanda del Norte. Cuando Houston era niña, su hermana tocaba varios instrumentos y su padre disfrutaba de la música folclórica irlandesa. Houston tocó violín desde los 8 a los 14 años, pero sentía que se limitaba al tocar solo un instrumento.

### Carrera
Alrededor del año 2006, Houston comenzó a descubrir artistas chiptune como Sabrepulse, inspirándola a comenzar a hacer su propia música con Little Sound DJ en una Game Boy. Continuó explorando la música chiptune y, en 2009, publicó su primer lanzamiento, un EP titulado Judgment Day. Al año siguiente, publicaría su primer álbum, Disconnected.

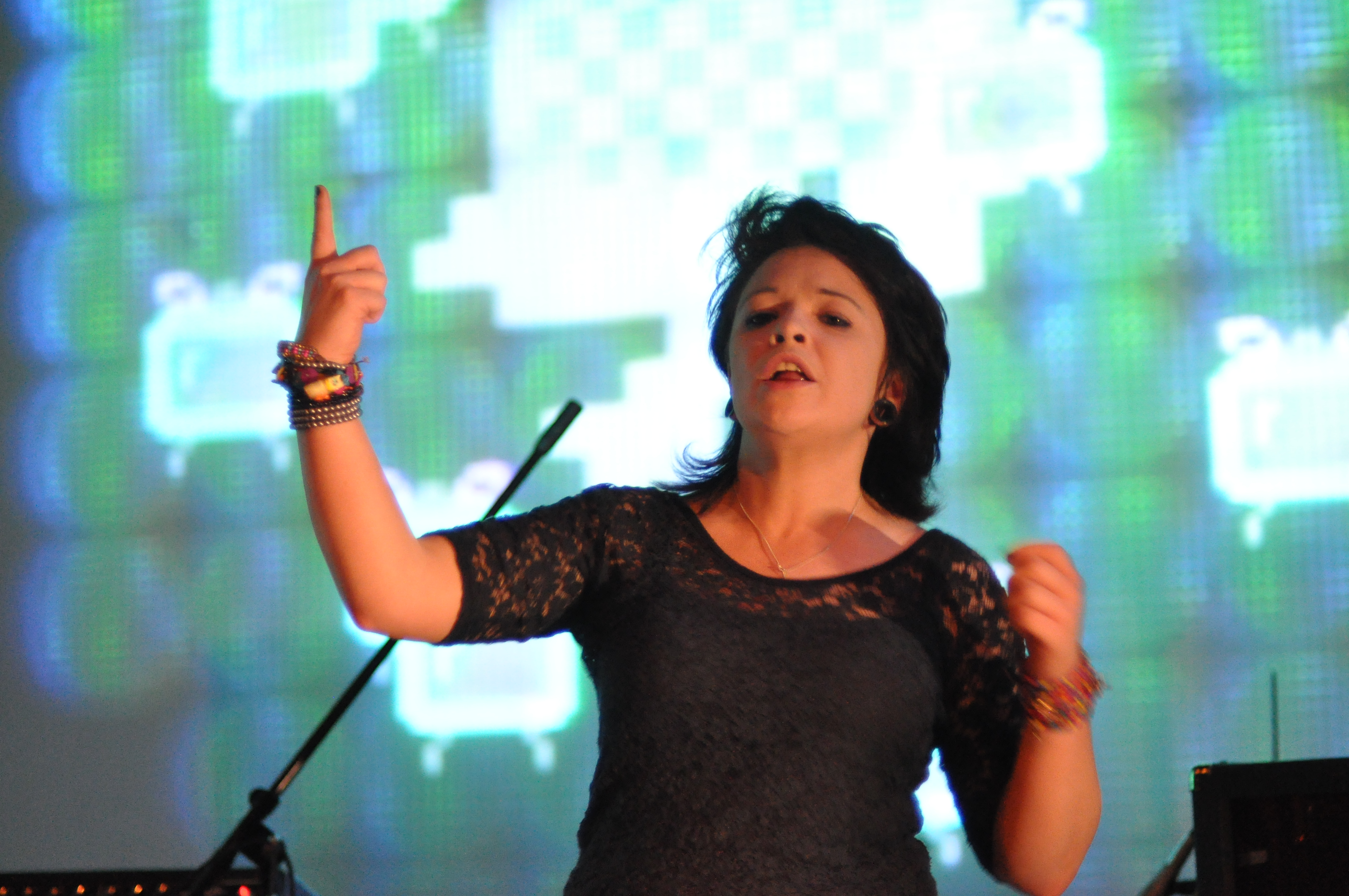
Chipzel actuando en el Blip Festival en 2011

En 2011, actuó en Blip Festival, un evento musical centrado en chiptune. Para sus espectáculos en vivo, Houston generalmente usa dos Game Boys con software tracker conectado a un mezclador de DJ.
En febrero de 2012 publicó su segundo álbum, Phonetic Symphony. Ese mismo mes, el desarrollador de videojuegos Terry Cavanagh se puso en contacto con Houston para utilizar su música en Hexagon, un videojuego creado en una game jam. A Houston le gustó el proyecto de Cavanagh y le permitió publicar Hexagon con su tema «Courtesy». Varios meses después, Cavanagh le pidió a Houston que hiciera pistas para su nuevo videojuego Super Hexagon, una recreación extendida del Hexagon original. Ella aceptó nuevamente, por lo que en septiembre de 2012 publicó Super Hexagon EP, que incluía «Courtesy» del videojuego original, la canción «Focus» de Phonetic Symphony y una nueva canción llamada «Otis». Super Hexagon tuvo mucho éxito y recibió grandes elogios por su diseño y música. El éxito del videojuego llamó mucho la atención sobre el trabajo de Houston y despertó su interés en crear más música para videojuegos.
En octubre de 2012, Houston publicó Fragments, un EP de cuatro pistas que se lanzó de forma gratuita como «un enorme agradecimiento por todo el apoyo de Super Hexagon».
En septiembre de 2013, Houston lanzó su álbum Spectra. El desarrollador de videojuegos Gateway Interactive se acercó a Houston y le propuso crear un videojuego basado en el álbum. A principios de 2015 se lanzó el videojuego Spectra (mismo nombre del álbum), un videojuego de carreras publicado por Mastertronic Group.
Houston continuó trabajando en bandas sonoras de videojuegos y trabajó durante los dos años siguientes en la banda sonora de Interstellaria, un videojuego de gestión y exploración espacial publicado por Chucklefish. La banda sonora y el videojuego se lanzaron el 17 de julio de 2015.
En agosto de 2015, Chipzel actuó como telonera en Dare ProtoPlay, un evento final de competición de desarrollo de videojuegos.
Chipzel volvió a trabajar con Terry Cavanagh en 2019, creando la música y los efectos de sonido para su nuevo videojuego, Dicey Dungeons.
En mayo de 2023, Houston se convirtió en la presentadora del podcast de seis partes de la BBC Cheat Code: The Gaming and Tech Podcast.

### Álbumes
- 2009 – Judgement Day
- 2010 – Disconnected
- 2012 – Phonetic Symphony
- 2012 – Super Hexagon (banda sonora)
- 2012 – Fragments
- 2013 – Spectra
- 2013 – Monaco: The Gentleman's Private Collection (compilación)
- 2014 – Hora de aventuras: el secreto del reino sin nombre (banda sonora)[4][25]
- 2014 – Size Does Matter (banda sonora)[26]
- 2015 – Chime Sharp (banda sonora)
- 2015 – Interstellaria (banda sonora)
- 2015 – Only Human
- 2017 – Chipped of the Necrodancer[27]
- 2018 – Octahedron (banda sonora)
- 2019 – Dicey Dungeons (banda sonora)[28]
- 2019 – River City Girls (banda sonora)[29]
- 2019 – The Retro-Active Experience (compilación)
- 2019 - Cadence of Hyrule: Crypt of the NecroDancer Featuring The Legend of Zelda[4]
- 2021 – Yellow Magic (banda sonora)
- 2022 – Dicey Dungeons: Reunion Original (banda sonora)